# Perekosî, Kaluș
Perekosî (în ucraineană Перекоси) este un sat în comuna Tomașivți din raionul Kaluș, regiunea Ivano-Frankivsk, Ucraina.

## Demografie
Componența lingvistică a localității Perekosî
     Ucraineană (100%)
Conform recensământului din 2001, toată populația localității Perekosî era vorbitoare de ucraineană (100%).